# Voivod
Voïvod es una banda de thrash metal proveniente de Canadá, fundada en 1982.
Sus miembros son originarios del barrio de Jonquière en la ciudad de Saguenay, Quebec. 
Evolucionaron de un temprano thrash metal a la posterior inclusión de tintes progresivos y técnicos de jazz fusión, su estilo único e innovador los ha llevado a ser una banda muy influyente pero igualmente desconocida. Aun dentro del ambiente underground han sido aplaudidos y admirados por muchos músicos dentro y fuera de la escena del metal como Soundgarden, Sonic Youth y Killing Joke.

## Biografía
Influida por la NWOBHM y la Guerra fría, su música posapocalíptica después cambiaría a temas de ciencia ficción. Voïvod se volvió bastante popular con el lanzamiento del álbum Nothingface de 1989, el cual presenta una versión de "Astronomy Domine" de Pink Floyd (de su álbum The Piper at the Gates of Dawn). Después versionarían otra canción de Pink Floyd, "The Nile Song" (de la banda sonora de la película More), en su álbum de 1993 The Outer Limits.
Mucho del sonido de la banda viene del uso de acordes disonantes que utilizaba su guitarrista "Piggy", usualmente tocados en el alto registro de la guitarra, usados extensivamente en el citado álbum Nothingface.
Dos de los miembros fundadores (el bajista Jean-Yves Thériault y el vocalista Denis Bélanger) dejan Voïvod a principios de los 90's. La banda graba tres álbumes como trío a finales de los 90's con el nuevo miembro Eric Forrest haciéndose cargo del bajo y el trabajo vocal. Forrest fue gravemente herido en un accidente automovilístico en Alemania en 1998. La banda se desbandó brevemente en 2001. 
Una de las últimas encarnaciones de Voïvod, en la década de 2000 presentaba a tres de los cuatro miembros fundadores: Denis Bélanger (alias Snake, voz), Denis D'Amour (Piggy, guitarra), y Michel Langevin (Away, batería) junto con Jason Newsted (Jasonic, Flotsam and Jetsam y Metallica) en el bajo. 
El guitarrista Denis D'Amour murió a la edad de 45 años el 26 de agosto de 2005 debido a complicaciones con el cáncer de colon. El álbum Katorz lanzado en julio de 2006 está basado en unos riffs encontrados en la laptop del fallecido guitarrista. Justo antes de su muerte, dejó instrucciones a sus compañeros de como usarlos. 
Sus últimas producciones a la fecha son Infini (2009) y Target Earth (2013).
La canción "X-Stream" en presentada en el videojuego de PlayStation 2 y Xbox 360 Guitar Hero II.

## Alineación

### 1982-1991
- Snake - Voz
- Piggy - Guitarra
- Blacky - Bajo
- Away - Batería

### 1992-1994
- Snake - Voz
- Piggy - Guitarra
- Pierre St-Jean - Bajo
- Away - Batería

### 1994-2001
- Eric Forrest - Voz, bajo
- Piggy - Guitarra
- Away - Batería

### 2001-2005
- Snake - Voz
- Piggy - Guitarra
- Jasonic - Bajo
- Away - Batería

### 2005-2010
- Snake - Voz
- Jasonic - Bajo
- Away - Batería
- Chewy - Guitarra

### 2010-presente
- Snake - Voz
- Blacky - Bajo
- Away - Batería
- Chewy - Guitarra

Nota: Pierre St-Jean nunca fue un miembro oficial de Voïvod, solo tocó el bajo en el álbum The Outer Limits.

## Discografía

### Álbumes de estudio
- War and Pain (1984)
- Rrröööaaarrr (1986)
- Killing Technology (1987)
- Dimension Hatröss (1988)
- Nothingface (1989)
- Angel Rat (1991)
- The Outer Limits (1993)
- Negatron (1995)
- Phobos (1997)
- Voivod (2003)
- Katorz (2006)
- Infini (2009)
- Target Earth (2013)
- The Wake (2018)
- Synchro Anarchy (2022)
- Morgöth Tales (2023)

### Álbumes en vivo
- Voïvod Lives (2000) Metal Blade Records
- Warriors of Ice (2011) Indica Records
- Live at Roadburn 2011 (2012) Roadburn Records
- Lost Machine - Live (2020) Century Media Records

### EP
- Thrashing Rage (1986) Noise Records
- Cockroaches (1987) Noise Records
- Post Society (2016) Century Media Records
- Silver Machine (2017) Century Media Records
- The End of Dormancy (2020) Century Media Records

### Compilados
- The Best of Voïvod (1992) Noise Records
- Kronik (1998) Slipdisc Hypnotic Records

### DVD
- D-V-O-D-1 (2005)